# Alan Engen
Alan Engen nació en Estados Unidos en 1940 y es desde 1988 una de las leyendas del esquí de Utah. Hijo del fallecido campeón de esquí Alf Engen, en 1991 entró en el Salón de la Fama de los deportes de Utah, 13 años más tarde, en 2004, hizo lo propio en el Salón de la Fama estadounidensee del esquí. Su implicación en el mundo del esquí es total, mundo en el que empezó a los dos años por la afición de su padre.
Además de su larga trayectoria en la competición, goza de un reconocimiento mundial por la difusión que ha hecho del esquí, su historia y especialmente por el museo mundial en el Olimpic Park de Utah. En 1998, Alan escribió el libro For the love of skiing-A Visual History galardonado con varios premiosm también es coautor de First Tracks-A Century of Skiing in Utha, publicado en 2001. 
La ocupación actual de Alan es la dirección de Alta Ski Area en Alta (Utah), pero entre además ha sido miembro de la asociación profesional de instructores de esquí de América (PSIA) y expresidente y dreector de la Alta Historical Socieity de Utah, asesor del archivo de esquí de la Biblioteca J. Willard Marriott, también en Utah y es presidente emérito de la Fundación del Museo del Esquí Alf Ungen.